# Modelo de Saúde Única

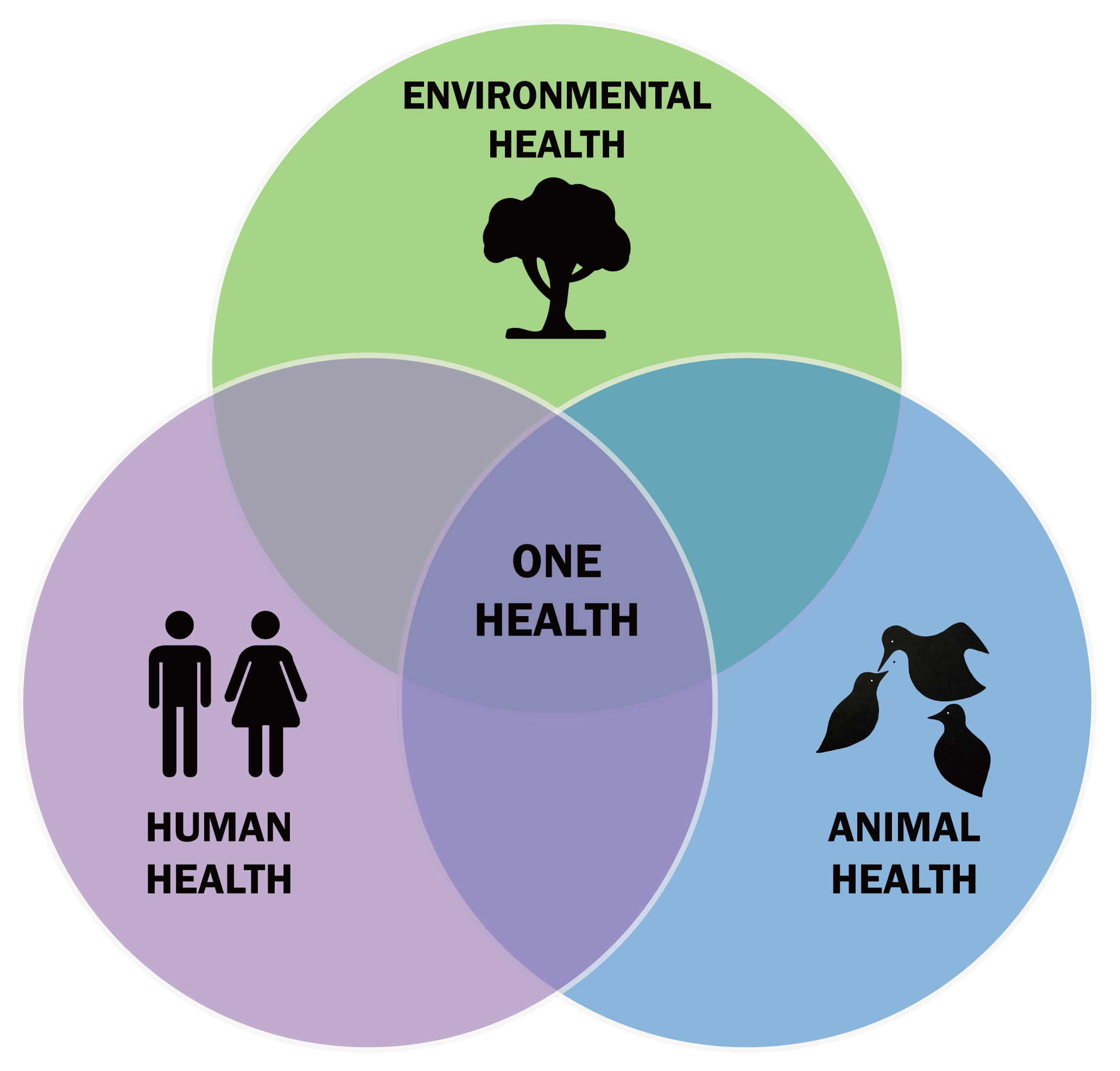
Modelo de Saúde Única: Saúde Humana, Saúde Ambiental e Saúde Animal

O conceito de Saúde Única (One Health) é a unidade de várias práticas que trabalham juntas local, nacional e globalmente para ajudar a alcançar a saúde ideal para pessoas, animais e meio ambiente. Quando as pessoas, os animais e o meio ambiente são reunidos, eles formam a Tríade da Saúde Única. A tríade da saúde única mostra como a saúde das pessoas, dos animais e do meio ambiente estão ligados uns aos outros. Com a Saúde Única sendo um conceito mundial, fica mais fácil avançar nos cuidados de saúde no século 21. Quando este conceito é usado e implícito corretamente, pode ajudar a proteger e salvar a vida de pessoas, animais e o meio ambiente nas gerações presentes e futuras.

## Fundo
As origens do Modelo de Saúde Única  remontam a 1821, com as primeiras ligações criadas entre doenças humanas e animais reconhecidas por Rudolf Virchow. Virchow notou ligações entre doenças humanas e animais, cunhando o termo "zoonose". A principal conexão que Virchow fez foi entre Trichinella spiralis em suínos e infecções humanas. Foi mais de um século depois que as ideias apresentadas por Virchow foram integradas em um único modelo de saúde que conecta a saúde humana à saúde animal.
Em 1964, o Dr. Calvin Schwabe, ex-membro da Organização Mundial da Saúde (OMS) e presidente fundador do Departamento de Epidemiologia e Medicina Preventiva da Escola de Veterinária da Universidade da Califórnia Davis, pediu um modelo "Medicina Única" enfatizando a necessidade para a colaboração entre patologistas humanos e da vida selvagem como meio de controlar e até prevenir a propagação de doenças. Não levaria mais quatro décadas para que a Saúde Única se tornasse realidade com os 12 Princípios de Manhattan, onde patologistas humanos e animais clamavam por "Uma saúde, um mundo".
O Modelo de Saúde Única ganhou força nos últimos anos devido à descoberta das múltiplas interconexões que existem entre doenças animais e humanas. Estimativas recentes colocam as doenças zoonóticas como fonte de 60% do total de patógenos humanos e 75% dos patógenos humanos emergentes.

## Aplicando o modelo One Health
O Modelo de Saúde Única pode ser aplicado constantemente com interações entre humanos e animais. Uma das principais situações em que o modelo pode ser aplicado é com a obesidade canina e felina ligada aos seus donos e à própria obesidade. A obesidade em caninos e felinos não é boa para eles nem para os humanos. A obesidade de humanos e seus animais pode resultar em diversos problemas de saúde como diabetes mellitus, osteoartrite e muitos outros. Em alguns casos, se a obesidade do animal for grave, o animal pode ser removido de seu dono e colocado para adoção. A única solução para esta causa é incentivar os proprietários a terem um estilo de vida saudável tanto para eles como para os seus animais. Doenças Zoonóticas é outra situação em que o modelo One Health pode ser aplicado. Isso é falado mais na seção de Doenças Zoonóticas.

## Uma Saúde e Resistência a Antibióticos
A resistência aos antibióticos está se tornando um problema sério na indústria agrícola de hoje e para os seres humanos. Um moivo para que tal resistência ocorrer é que os resistomas naturais estão presentes em diferentes nichos ambientais. Esses resistomas ambientais funcionam como um gene de resistência a antibióticos. Há muitas perguntas e pesquisas que precisam ser feitas para descobrir se esses resistomas ambientais desempenham um grande papel na resistência aos antibióticos que está ocorrendo em humanos, animais e plantas. Um estudo recente foi feito e relatou que 700.000 mortes anuais foram causadas por infecções devido a patógenos resistentes a drogas Este estudo também relatou que, se não for controlado, esse número aumentará para 10 milhões em 2050. O Sistema Nacional de Monitoramento Antimicrobiano é um sistema usado para monitorar a resistência antimicrobiana entre bactérias isoladas de animais que são usados como alimento Em 2013, descobriram que cerca de 29% dos perus, 18% dos suínos, 17% da carne bovina e 9% dos frangos eram multirresistentes, o que significa que tinham resistência a 3 ou mais classes de antimicrobianos. Ter essa resistência tanto para animais quanto para humanos facilita a transferência de doenças zoonóticas entre eles e também facilita a transmissão da resistência desses antimicrobianos. Com isso dito, existem muitas opções possíveis de gerenciamento de risco que podem ser tomadas para auxiliar a reduzir essa possibilidade. A maioria dessas opções de gerenciamento de risco pode ocorrer na fazenda ou no matadouro de animais. Quando se trata de humanos, a gestão de risco deve ser feita por você mesmo e você deve ser responsável pela boa higiene, vacinas em dia e uso adequado de antibióticos. Nesse sentido, o mesmo manejo nas fazendas precisa ser feito para o uso adequado de antibióticos e somente utilizá-los quando for absolutamente necessário e melhorar a higiene geral em todas as etapas da produção. Com esses fatores de manejo somados à pesquisa e conhecimento sobre a quantidade de resistência em nosso ambiente, a resistência a bactérias pode ser controlada e ajudar a reduzir a quantidade de doenças zoonóticas que são transmitidas entre animais e humanos.

## Doenças zoonóticas e uma saúde
Zoonose ou doença zoonótica pode ser definida como uma doença infecciosa que pode ser transmitida entre animais e humanos. O Modelo de Saúde Única esempenha um grande papel na prevenção e controle de doenças zoonóticas. Aproximadamente 75% das doenças infecciosas novas e emergentes em humanos são definidas como zoonóticas. As doenças zoonóticas podem ser transmitidas de muitas maneiras diferentes. as formas mais comuns de disseminação são através do contato direto, contato indireto, transmitido por vetores e transmitido por alimentos. Abaixo (Tabela 1) você pode ver uma lista de diferentes doenças zoonóticas, seus principais reservatórios e seu modo de transmissão.
Tabela 1:  Zoonoses
| Doenças                                                                 | Reservas normais                                          | Modo comum de transmissão para humanos                  |
| Antraz                                                                  | gado, animais selvagens, meio ambiente                    | contato direto, ingestão                                |
| Gripe Animal                                                            | gado, humanos                                             | pode ser zoonose reversa                                |
| Gripe Aviária                                                           | aves, patos                                               | contato direto                                          |
| Tuberculose Bovina                                                      | gado                                                      | leite                                                   |
| Brucelose                                                               | gado, cabras, ovelhas, porcos                             | latícinios                                              |
| Doença da arranhadura do gato                                           | gatos                                                     | mordida, arranhão                                       |
| COVID-19                                                                | ainda não conhecida                                       | ainda não conhecida                                     |
| Cisticercose                                                            | gado, porcos                                              | carnes                                                  |
| Criptosporidiose                                                        | gado, ovelhas, animais de estimação                       | água, contato direto                                    |
| Aborto enzoótico                                                        | animais de fazenda, ovelhas                               | contato direto, aerossol                                |
| Erisipelóide                                                            | porcos, peixes, meio ambiente                             | contato direto                                          |
| Granuloma de aquário                                                    | peixes                                                    | contato direto, água                                    |
| Bactéria Campylobacter                                                  | aves, animais de fazenda                                  | carne crua, leite                                       |
| Salmonela                                                               | aves, bovinos, ovinos, suínos                             | de origem alimentar                                     |
| Giardíase                                                               | humanos, vida selvagem                                    | na água, pessoa a pessoa                                |
| Mormo                                                                   | cavalo, burro, mula                                       | contato direto                                          |
| Colite hemorrágica                                                      | ruminantes                                                | contato direto e origem alimentar                       |
| Síndromes de hantavírus                                                 | roedores                                                  | aerossol (partículas dispersas no ar)                   |
| Hepatite E                                                              | causa não conhecida                                       | não conhecida                                           |
| Doença hidática                                                         | cães, ovelhas                                             | ingestão de ovos de fezes de cães                       |
| Leptospirose                                                            | roedores, ruminantes                                      | urina infectada, água                                   |
| Listeriose                                                              | gado, ovelha, solo                                        | Produtos lácteos, produtos de carne                     |
| Meningoencefalomielite Ovina                                            | ovelha, perdiz                                            | Contato direto, picada de carrapato                     |
| Doença de Lyme                                                          | carrapatos, roedores, ovelhas, veados, pequenos mamíferos | Mordida de carrapato                                    |
| Coriomeningite linfocítica                                              | roedores                                                  | Contato direto                                          |
| Dermatite pustulosa contagiosa (caprinos, ovinos)                       | ovelhas                                                   | Contato direto                                          |
| Pasteurelose                                                            | cães, gatos e mamíferos                                   | mordida, arranhão, contato direto                       |
| Peste Bubônica (Yersinia pestis)                                        | ratos e pulgas de ratos                                   | Mordida de Pulga                                        |
| Psitacose                                                               | aves e patos                                              | aerossol, contato direto                                |
| Febre Q (Coxiella burnetii)                                             | gado, ovelhas, cabras, gatos                              | aerossol, contato direto, leite, fômites                |
| Raiva                                                                   | cães, raposas, morcegos, gatos animais                    | Mordida                                                 |
| Febre da mordida de rato (febre de Haverhill)                           | ratos                                                     | Mordida/arranhões, leite, água                          |
| Febre do Vale do Rift                                                   | gado, cabras, ovelhas                                     | Contato direto, picada mosquito                         |
| Micoses                                                                 | gatos, cães, gado, muitas espécies animais                | Contato direto                                          |
| Sepse estreptocócica                                                    | porcos                                                    | Contato direto, carnes                                  |
| Sepse estreptocócica                                                    | cavalos, Gado                                             | contato direto, leite                                   |
| Encefalite transmitida por carrapatos                                   | roedores, pequenos mamíferos, gado                        | picada de carrapato, produtos lácteos não pasteurizados |
| Toxocaríase                                                             | Cachorros, Gatos                                          | contato direto                                          |
| Toxoplasmose                                                            | Gatos, Ruminantes                                         | Ingestão de oocistos fecais, carne                      |
| Triquinelose                                                            | Porcos, Javalis Selvagens                                 | Produtos de carne de porco                              |
| Tularemia                                                               | coelhos, animais selvagens, meio ambiente, carrapatos     | contato direto, aerossol, carrapatos, inoculação        |
| Vírus Ebola, Febre Hemorrágica Criméia-Congo, Vírus de Lassa e Marburgo | variadas: roedores, carrapatos, gado, primatas, morcegos  | contato direto, inoculação, carrapatos                  |
| Febre do Nilo Ocidental                                                 | pássaros selvagens, mosquitos                             | mordida de mosquito                                     |
| Difteria Zoonótica                                                      | gado, animais de fazenda, cães                            | contato direito, leite                                  |